# Estonie aux Jeux olympiques d'hiver de 1936
L'Estonie participe aux Jeux olympiques d'hiver de 1936, qui ont lieu à Garmisch-Partenkirchen en Allemagne. Représenté par 5 athlètes, ce pays prend part aux Jeux d'hiver pour la deuxième fois de son histoire et ne remporte pas de médaille. C'est la dernière fois que l'Estonie prend part aux Jeux d'hiver en tant que nation indépendante jusqu'en 1992 ; elle participe entre-temps avec l'Union soviétique.

## Résultats

### Patinage artistique

#### Couples
| Athlètes                      | Points | Score | Rang final |
| ----------------------------- | ------ | ----- | ---------- |
| Helene Michelson Eduard Hiiop | 161.0  | 60.9  | 18         |

### Patinage de vitesse
| 500 m hommes    | Aleksander Mitt | 46 s 6          | 22              |
| 1500 m hommes   | Aleksander Mitt | 2 min 27 s 8    | 22              |
| 5000 m hommes   | Aleksander Mitt | 9 min 00 s 4    | 22              |
| 10 000 m hommes | Aleksander Mitt | N'a pas terminé | N'a pas terminé |

### Ski alpin
| Athlète                | Épreuve        | Descente     | Descente | Slalom       | Slalom       | Slalom | Total         | Total |
| Athlète                | Épreuve        | Temps        | Rang     | Temps 1      | Temps 2      | Rang   | Points totaux | Rang  |
| ---------------------- | -------------- | ------------ | -------- | ------------ | ------------ | ------ | ------------- | ----- |
| Karin Peckert-Forsmann | Combiné femmes | 7 min 58 s 4 | 31       | 2 min 00 s 4 | 1 min 52 s 6 | 21     | 62.31         | 26    |

### Ski de fond
| Épreuve      | Athlète        | Course          | Course |
| Épreuve      | Athlète        | Temps           | Rang   |
| ------------ | -------------- | --------------- | ------ |
| 18 km hommes | Vello Kaaristo | 1 h 25 min 11 s | 30     |
| 50 km hommes | Vello Kaaristo | 4 h 02 min 52 s | 23     |